# Augusta Dohlmann
Pour les articles homonymes, voir Dohlmann.
Henriette Augusta Johanne Dohlmann, née le 9 mai 1847 à Frederiksberg et morte le 22 juin 1914 à Skotterup, est une peintre danoise.

## Biographie
Elle s'installe en France en 1878 pour y suivre ses études et est élève de Tony Robert-Fleury, Raphaël Collin et Gustave Courtois. Elle revient au Danemark en 1880, où elle participe à la Charlottenborg Spring Exhibition. Elle y exposera dorénavant tous les ans. Elle effectue diverses voyages à travers l'Europe et, est une des fondatrices en 1888 de la Kunstakademiets Kunstskole for Kvinder (école et académie d'art pour femmes) de Copenhague. Elle participe à l'exposition féminine de 1895 à Copenhague.

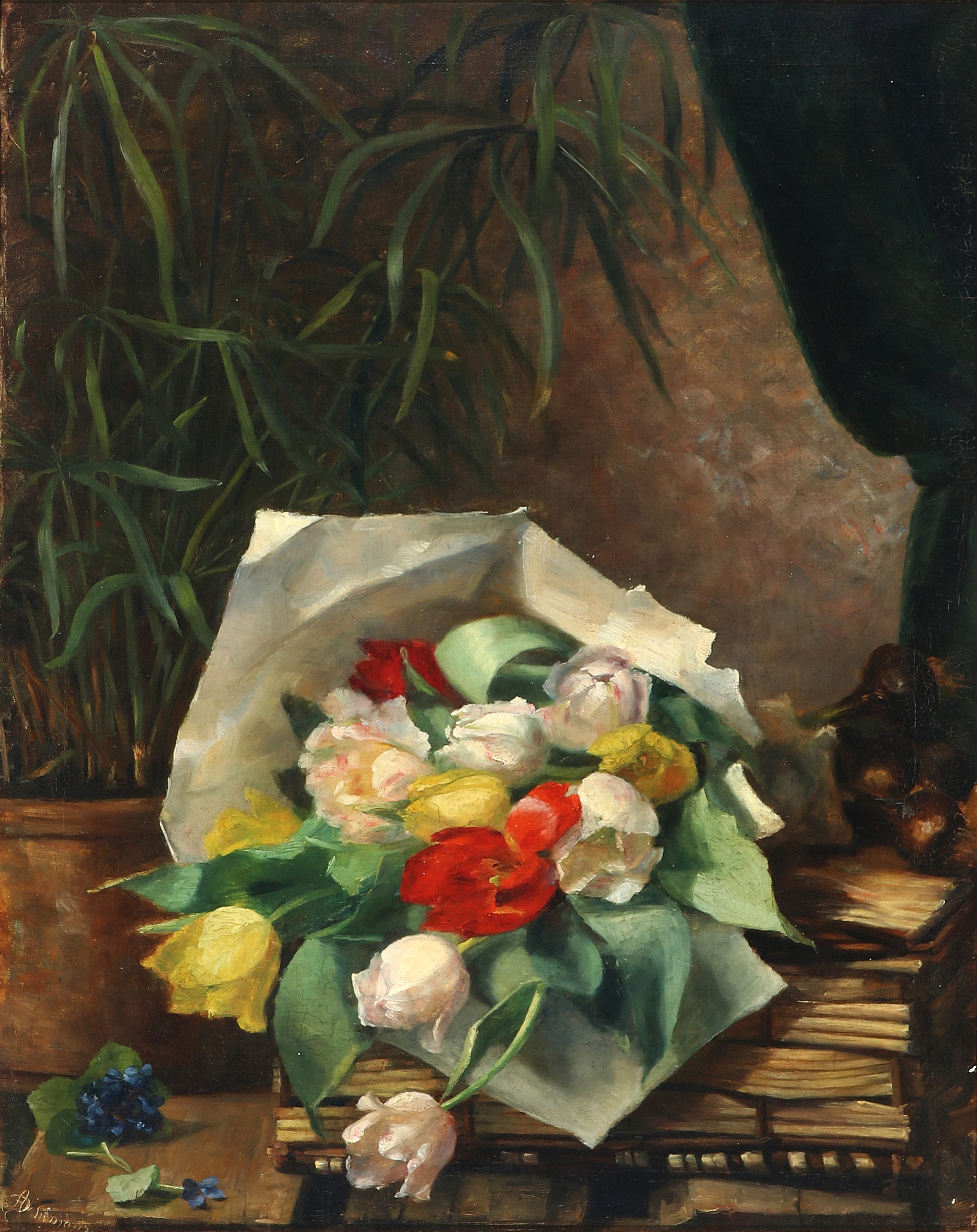
Augusta Dohlmann, Still-life with colourful tulips on a table

En 1901, elle est la première femme membre du Conseil du Kunstnerforeningen (no). Au milieu des années 1890, elle enseigne le dessin et la peinture à Gothersgade.
Elle expose ses œuvres au Musée des sciences et de l'industrie de Chicago lors de l'Exposition universelle de 1893.